# Mauro Rosales
Mauro Damian Rosales (* 24. února 1981 Villa María, Argentina) je argentinský fotbalista, který hraje za Seattle Sounders FC. Rosales byl jedním ze členů zlatého argentinského týmu z Olympijských her 2004 v Aténách.
V Ajaxu nezačal dobře, proto se na jeho adresu vyrojila řada spekulací, že odchází do portugalského týmu FC Porto.

## Úspěchy

### Klubové
- 2× vítěz nizozemského Superpoháru (2005, 2006)
- 1× vítěz nizozemského poháru (2006)

### Reprezentační
- 1× zlato z MS do 20 let (2001)
- 1× zlato z LOH (2008)